# 比拉爾烏帕齊拉
比拉爾乌帕齐拉是孟加拉国迪納傑布爾縣的一个乌帕齐拉，位於朗布爾专区的迪納傑布爾縣。。

## 人口
據1991年孟加拉國人口普查，比拉爾共有戶數37,993戶，人口204420人。其中男性佔比52.57%，女性佔比47.43%；成年人口101,819人。該地7歲以上人口之平均識字率為27.9%。